# Wyspa w płomieniach
Wyspa w płomieniach (ang. Fire over England) – brytyjski film z 1937 roku w reżyserii Williama K. Howarda.

## Obsada
- Flora Robson - Elżbieta I
- Raymond Massey - Filip, król Hiszpanii
- Leslie Banks - Robert Dudley, Earl Leicester
- Laurence Olivier - Michael Ingolby
- Vivien Leigh - Cynthia
- Morton Selten - William Cecil, Lord Burleigh
- Tamara Desni - Elena
- Lyn Harding - Sir Richard Ingolby
- George Thirlwell - Lawrence Gregory
- Henry Oscar - hiszpański ambasador
- Robert Rendel - Don Miguel
- Robert Newton - Don Pedro
- Donald Calthrop - Don Escobal
- Charles Carson - Admirał Valdez
- James Mason - Hillary Vane
- Howard Douglas - Lord Amberley
- Cecil Mainwaring - Lord Illingsworth
- Francis De Wolff - Sir James Tarleton
- Graham Cheswright - Joseph Maddison
- A. Corney Grain - Hatton
- Lawrence Hanray - francuski ambasador
- Roy Russell - Sir Humphrey Cooper
- Evelyn Ankers - dama dworu (niewymieniona w napisach)
- Noel Brophy - Irlandczyk (niewymieniony w napisach)
- Beryl De Querton - dama dworu (niewymieniona w napisach)
- Pam Downing - dworzanka (niewymieniona w napisach)
- Franklin Dyall - dworzanin (niewymieniony w napisach)
- Vallejo Ganter - dworzanin (niewymieniony w napisach)
- Herbert Lomas - dworzanin (niewymieniony w napisach)
- Ralph Truman - hiszpański inkwizytor (niewymieniony w napisach)
- Norma Varden - guwernantka Eleny (niewymieniona w napisach)